# Distrikt Matalaque
Der Distrikt Matalaque liegt in der Provinz General Sánchez Cerro in der Region Moquegua in Südwest-Peru. Der Distrikt wurde am 28. August 1920 gegründet. Er besitzt eine Fläche von 562 km². Beim Zensus 2017 wurden 487 Einwohner gezählt. Im Jahr 1993 lag die Einwohnerzahl bei 729, im Jahr 2007 bei 1033. Die Distriktverwaltung befindet sich in der 2538 m hoch gelegenen Ortschaft Matalaque mit 197 Einwohnern (Stand 2017). Matalaque befindet sich 26 km nordöstlich der Provinzhauptstadt Omate.

## Geographische Lage
Der Distrikt Matalaque liegt an der Südflanke der Cordillera Volcánica zentral in der Provinz General Sánchez Cerro. Der Río Tambo fließt entlang der östlichen Distriktgrenze nach Süden.
Der Distrikt Matalaque grenzt im Südwesten an den Distrikt Quinistaquillas, im Westen an die Distrikte Omate und Coalaque, im Nordwesten an den Distrikt San Juan de Tarucani (Provinz Arequipa), im Norden an den Distrikt Ubinas, im Osten an den Distrikt Chojata sowie im Südosten an den San Cristóbal (Provinz Mariscal Nieto).